# Ignacio Saralegui
Ignacio Daniel Saralegui (La Plata, provincia de Buenos Aires; 1 de abril de 1992), conocido artísticamente como Nachito Saralegui, es un actor, comediante y personalidad de Internet argentino.

## Vida y carrera profesional
Inició su carrera subiendo videos en la red social YouTube en 2009. Fue partícipe durante 4 años del colectivo de humor audiovisual Jueves de Trapos en donde Nacho interpretó a diversos personajes en varios sketches de comedia. Durante esa etapa abandonó la facultad de Derecho y empezó a estudiar en la Escuela de Teatro La Plata.
Desde 2016 se lo empezó a ver subiendo videos en Instagram realizando algunos personajes como Mario el taxista, Matías Amor, Camilo Crayón, Dios, Edgar Renglón, Cristian Fitipuchi y Cesar Milán, con los que comenzó a tener gran alcance en las redes. En el mismo año interpretó junto a varios de sus compañeros de Jueves de Trapos a Rodolfo en la película En busca del muñeco perdido dirigida por Hernán Biasotti y Facundo Baigorri.
En Teatro, compartió cartel con Fran Gómez en 2017 y 2018 con la obra Flashando secuencia y en 2019 con Tipazos con las que han recorrido el país a lugares como Córdoba, Rosario, Bahía Blanca, Paraná, Mar del Plata y hasta Montevideo, Uruguay. Posteriormente participó en la obra Contenidos, en su vuelta al teatro junto a  Luciano Mellera.
En 2022, Nacho protagonizó junto a Martín Piroyansky y Sofía Morandi la serie cómica Porno y helado de Amazon Prime Video, en donde interpretó a Ramón, un joven demasiado inocente. Ese mismo año, se sumó al elenco de la película argentina El gerente.

## Filmografía

### Cine
| Películas | Películas                   | Películas  | Películas                         | Películas    |
| Año       | Título                      | Personaje  | Director                          | Notas        |
| --------- | --------------------------- | ---------- | --------------------------------- | ------------ |
| 2016      | En busca del muñeco perdido | Rodolfo    | Facundo Baigorri                  |              |
| 2019      | En sesion                   | Ignacio    | Gonzalo Mellid                    | Cortometraje |
| 2021      | La pasión según Pep Amores  | Pedestrian | Júlia Girós, Pol Picas, Nina Solà |              |
| 2022      | El gerente                  | Camilo     | Ariel Winograd                    |              |

### Televisión
| 2013            | Policompañeros motorizados | Ricki          |
| 2017            | Kaselman e hijo            | Alumno         |
| 2020            | El sueño del pibe          | El pibe        |
| 2022 - presente | Porno y helado             | Ramón Barreiro |
| 2025            | Menem                      | Horacio Liendo |

## Teatro
| Año       | Obra                 | Personaje | Dirección | Teatro        |
| --------- | -------------------- | --------- | --------- | ------------- |
| 2017-2019 | Flasheando secuencia | Varios    |           | Gira nacional |
| 2021-2022 | Contenidos           | Varios    |           | Gira nacional |